# Florian
Florian je moško osebno ime.

## Izvor imena
Ime Florian je različica imena Florjan.

## Pogostost imena
Po podatkih Statističnega urada Republike Slovenije je bilo na dan 31. decembra 2007 v Sloveniji število moških oseb z imenom Florian: 58.

## Osebni praznik
V koledarju je ime Florian zapisano skupaj z Florjanom; god praznuje 4. maja.